# Tour della nazionale maschile di rugby a 15 delle Tonga 1947
La nazionale tongana di "rugby a 15" nel 1947 si reca in tour nelle Isole Figi e a Tonga. Subirà tre sconfitte.
| Arbitro: | C. Prentice |

|                                                                    |           |              |
| mete: E Dawai, Nima 3 Ranavue, Ravoka Tuisese trasf.: Baravilala 2 | Marcatori | Drop: Valeli |

| Arbitro: | P Raddock |

|                                                                    |           |                                    |
| mete: Baravilala, Nima Ranavue, Ravoka Voreqe trasf.: Baravilala 2 | Marcatori | mete: Inoke, Tu'ipulotu c.p.: Ma'u |

| Apia 30 luglio 1947 | Samoa | 5 – 3 | Tonga |  |